# Pseudosinella biocellata
Pseudosinella biocellata is een springstaartensoort uit de familie van de Entomobryidae. De wetenschappelijke naam van de soort is voor het eerst geldig gepubliceerd in 1999 door Gruia, Poliakov & Broza.